# Culter oxycephaloides
Culter oxycephaloides is een straalvinnige vissensoort uit de familie van de eigenlijke karpers (Cyprinidae). De wetenschappelijke naam van de soort is voor het eerst geldig gepubliceerd in 1908 door Kreyenberg & Pappenheim.